# ميليسا أورتيز
ميليسا أورتيز (24 يناير 1990 في الولايات المتحدة - ) هي لاعبة كرة قدم كولومبية وأمريكية في مركز الهجوم، شاركت في الألعاب الأولمبية الصيفية 2012. وشاركت مع منتخب كولومبيا تحت 20 سنة للسيدات لكرة القدم ‏ ومنتخب كولومبيا لكرة القدم للسيدات. أما مع النوادي، فقد لعبت مع بوسطن بريكرز وناتدبيرنوفيلاغ ريكيافيكور.

## وصلات خارجية
- ميليسا أورتيز على موقع الاتحاد الدولي (مؤرشف)  (الإنجليزية)
- ميليسا أورتيز على موقع قاعدة بيانات كرة القدم.إي يو (الإنجليزية)
- ميليسا أورتيز على موقع عالم كرة القدم.نت (الإنجليزية)
- ميليسا أورتيز على موقع أوليمبيديا (الإنجليزية)